# Gran Premio Rüebliland
El Gran Premio Rüebliland (nombre original: Grand Prix Rüebliland) es una carrera ciclista por etapas de categoría júnior (17 a 18 años) que se celebra en Suiza en la región germanoparlante.
La primera edición de corrió en 1977 y fue ganada por el estadounidense Greg Alison. La competencia hace parte del calendario Internacional UCI junior en categoría 2.1.

## Palmarés

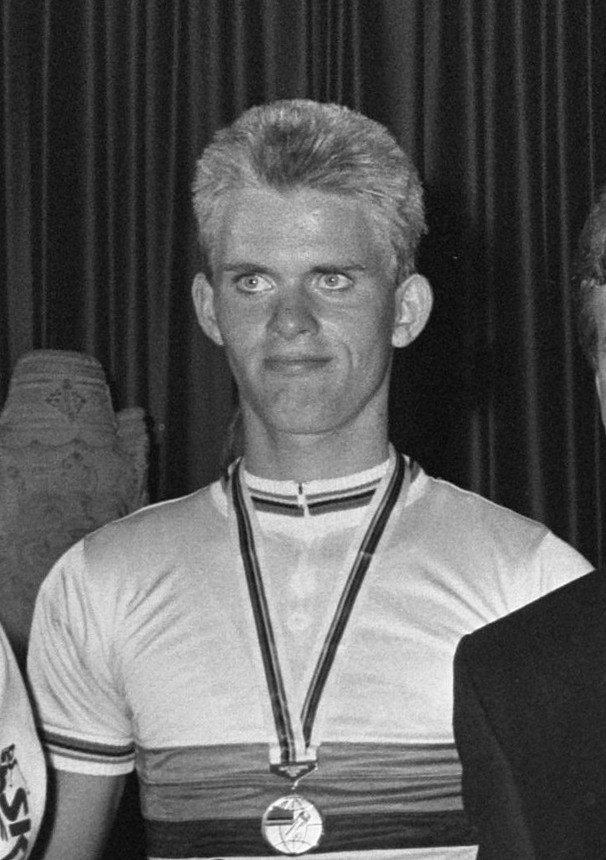
Gerrit de Vries, ganador en 1984 y 1985

| Año  | Ganador                   | Segundo                       | Tercero             |
| ---- | ------------------------- | ----------------------------- | ------------------- |
| 1977 | Greg Alison               |                               |                     |
| 1978 | Jürg Bruggmann            |                               |                     |
| 1979 | Nikolaas Emonds           |                               |                     |
| 1980 | Niki Rüttimann            |                               |                     |
| 1981 | Mathieu Hermans           |                               |                     |
| 1982 | Enrico Pezzetti           |                               |                     |
| 1983 | Sandi Papez               |                               |                     |
| 1984 | Gerrit de Vries           |                               |                     |
| 1985 | Gerrit de Vries           | Simone Pedrazzini             | Felice Puttini      |
| 1986 | Antoine Lagerwey          | Armand De Las Cuevas          | Laurent Dufaux      |
| 1987 | Reto Matt                 | Roger Devittori               | Martin Königsberger |
| 1988 | Luca Cirimbelli           | Beat Zberg                    | Davide Rebellin     |
| 1989 | Beat Zberg                | Oscar Camenzind               | Marco Serpellini    |
| 1990 | Trond Bjerkly             | Hans Petter Erikstad          | Torsten Schmidt     |
| 1991 | Roland Müller             | Pasquale Santoro              | Mesrop Shabioan     |
| 1992 | Davide Dante              | Marcel Renggli                | Federico Tozzo      |
| 1993 | Cyrille Legrand           | René Jørgensen                | Laurent Lefèvre     |
| 1994 | Allessandro Brendolin     | Marcel Strauss                | Patrick Calcagni    |
| 1995 | Antonio Rizzi             | Leon Bergant                  | Rui Roque           |
| 1996 | Stephan Schreck           | Claudio Bartoli               | Milovan Stanic      |
| 1997 | Sandro Güttinger          | Matthias Kessler              | Michele Scarponi    |
| 1998 | Xavier Pache              | Roy Sentjens                  | Lars Ytting Bak     |
| 1999 | Antonio Bucciero          | Theo Eltink                   | Giacomo Garofoli    |
| 2000 | Daniel Gysling            | Hans Henrik Jørgensen         | Daniel Musiol       |
| 2001 | Niels Scheuneman          | Mathieu Perget                | Sebastian Schwager  |
| 2002 | Jos Harms                 | Thomas Dekker                 | Matej Jurčo         |
| 2003 | Martin Velits             | Anders Lund                   | Thomas Frei         |
| 2004 | Roman Kreuziger           | Eros Capecchi                 | Marcel Wyss         |
| 2005 | Martijn Keizer            | Thomas Guldhammer             | Etienne Pieret      |
| 2006 | Björn Thurau              | Giorgio Brambilla             | Marko Kump          |
| 2007 | Dimitri Le Boulch         | Yannick Eijssen               | Marek Benda         |
| 2008 | Cyrille Thièry            | Jelle Posthuma                | Masanori Noguchi    |
| 2009 | Oscar Riesebeek           | Bob Jungels                   | Pelle Niklas Clapp  |
| 2010 | Bob Jungels               | Daan Olivier                  | Mario Vogt          |
| 2011 | Alexis Gougeard           | Adrien Legros                 | Louis Vervaeke      |
| 2012 | Sam Oomen                 | Ildar Arslanov                | Tom Bohli           |
| 2013 | Mathieu van der Poel      | Mads Pedersen                 | Ayden Toovey        |
| 2014 | Lennard Kämna             | Pàvel Sivakov                 | Rayane Bouhanni     |
| 2015 | Marc Hirschi              | Gino Mäder                    | Niklas Larsen       |
| 2016 | Reto Müller               | Alessandro Covi               | Marc Hirschi        |
| 2017 | Thomas Pidcock            | Alexis Renard                 | Ivan Smirnov        |
| 2018 | Enzo Leijnse              | Biniam Girmay                 | Daniel Arnes        |
| 2019 | Quinn Simmons             | Fredrik Gjesteland            | Magnus Sheffield    |
| 2020 | Andrii Ponomar            | Enzo Paleni                   | Adam Holm Jørgensen |
| 2021 | Trym Brennsæter           | Finlay Pickering              | Colby Simmons       |
| 2022 | Emil Herzog               | Jørgen Nordhagen              | Theodor Storm       |
| 2023 | Léo Bisiaux               | Theodor Storm                 | Ko Molenaar         |
| 2024 | Theodor August Clemmensen | Noah Lindholm Møller Andersen | Anton Louw Larsen   |

## Palmarés por países
| País            | Victorias |
| --------------- | --------- |
| Países Bajos    | 11        |
| Suiza           | 10        |
| Italia          | 6         |
| Alemania        | 5         |
| Francia         | 4         |
| Estados Unidos  | 2         |
| Noruega         | 2         |
| Bélgica         | 1         |
| Yugoslavia      | 1         |
| Eslovaquia      | 1         |
| República Checa | 1         |
| Luxemburgo      | 1         |
| Reino Unido     | 1         |
| Dinamarca       | 1         |